# Les portes de París
Les portes de París corresponen a les diferents entrades que ha tingut la capital francesa al llarg de la seva història derivat de les successives muralles que l'han envoltat. Les portes més noves són les vinculades al recinte de Thiers, que es poden veure reflectides en els noms de les sortides de la carretera de circumval·lació; les més antigues es troben dins del denominat com a París intra-muros, és a dir, la part de París que correspon purament al terme municipal, i no els límits del mateix (que són coincidents amb la circumval·lació i amb les portes noves).

## Influència a la toponimia actual
Arran les successives ampliacions del terme municipal de la capital francesa s'han anat creant noves portes i poternes, sobretot amb l'eixamplament del 1860. Els seus noms encara es poden trobar en avingudes, i fins i tot en tres barris dels 80 que té en total la ciutat: 
1. el barri de la porta de Saint-Denis, part del 10è arrondissement (també anomenat com a arrondissement de l'Entrepôt);
2. el barri de la porta de Saint-Martin, part del 10è arrondissement;
3. i el barri de la Porte-Dauphine, part del 16è arrondissement (el conegut com a arrondissement de Passy).